# Ritter House (Massachusetts)
Das Ritter House (auch Jirah Luce House) ist ein historisches Gebäude in Vineyard Haven auf der Insel Martha’s Vineyard im Bundesstaat Massachusetts der Vereinigten Staaten. Es ist eines der letzten in der Stadt noch existierenden Häuser im Federal Style und wurde 1977 in das National Register of Historic Places (NRHP) eingetragen.

## Geschichte
Das Gebäude überstand als eines von wenigen 1883 ein verheerendes Feuer, das in Vineyard Haven wütete. Es diente über die Jahre zeitweise als Wohnhaus, Mietshaus, Ladengeschäft und als Bürogebäude der örtlichen Schulbehörde. 1976 erwarb die Martha’s Vineyard Historical Preservation Society das Haus, die es ab 1981 an das neu gegründete Tisbury Museum vermietete, das sich der Bewahrung der Geschichte von Vineyard Haven verschrieben hatte. 1988 verschmolz das Tisbury Museum mit der Dukes County Historical Society, die das Ritter House noch im gleichen Jahr käuflich erwarb und gemeinsam mit dem Architekturbüro Ann Beha Associates Pläne zu dessen Restaurierung erarbeitete. Diese konnte mit finanzieller Unterstützung der Massachusetts Historical Commission abgeschlossen werden.